# Carramar, New South Wales
Carramar este o suburbie în Sydney, Australia.